# Ширмівська волость
Свитинецька (Ширмівська) волость — адміністративно-територіальна одиниця Бердичівського повіту Київської губернії з центром у селі Свитинці (з кінця ХІХ століття — у селі Ширмівка).
Станом на 1886 рік складалася з 8 поселень, 8 сільських громад. Населення — 5817 осіб (2823 чоловічої статі та 2994 — жіночої), 806 дворових господарств.
Наприкінці ХІХ ст. волосне правління було перенесене у село Ширмівка, волость перейменовано у Ширмівську. Село Білашки було передане до складу Погребищенської волості.
|                     | Площа, десятин | У тому числі орної, десятин |
| ------------------- | -------------- | --------------------------- |
| Сільських громад    | 6440           | 4518                        |
| Приватної власності | 7451           | 4989                        |
| Іншої власності     | 309            | 218                         |
| Загалом             | 14200          | 9725                        |

Поселення волості:
- Свитинці — колишнє власницьке село при струмку Тупчі за 60 верст від повітового міста, 602 особи, 112 дворів, православна церква.
- Білашки — колишнє власницьке село при струмку Смотрюсі, 1034 особи, 188 двір, православна церква, постоялий будинок, 2 водяних млини.
- Кулешів — колишнє власницьке село при струмку Смотрюсі, 315 осіб, 56 двір, православна церква, постоялий будинок, водяний млин.
- Ліщинці — колишнє власницьке село при струмку Самець, 668 осіб, 101 дворів, православна церква, постоялий будинок.
- Самаржинці — колишнє власницьке село, 260 осіб, 50 дворів, православна церква та постоялий будинок.
- Степанки — колишнє власницьке село при струмку Смотрюхі, 448 осіб, 77 дворів, православна церква та постоялий будинок.
- Ширмівка — колишнє власницьке село при струмку Давидівці, 1037 осіб, 163 двір, православна церква та постоялий будинок.